# Auguste Charpentier
Auguste Charpentier (1815 — 1880), foi um pintor francês.

## Obras
- George Sand (1838)
- l'Éventail des caricatures (1838)
- The money lender (1842)